# Ibero-American Federation of Exchanges
Die Federación Iberoamericana de Bolsas (spanisch) bzw. Federação Iberoamericana de Bolsas (portugiesisch) (FIAB, zu deutsch: Iberoamerikanischer Börsen-Verband) ist ein Zusammenschluss von Börsen in Europa und Amerika. Der Verband legt Standards fest, denen sich die Mitgliedsbörsen verpflichten müssen, und fördert den Austausch und die Zusammenarbeit zwischen den Mitgliedern. Der Verbund wurde am 27. September 1973 in Rio de Janeiro gegründet und hat seit 1977 seinen Sitz in Buenos Aires.

## Geschichte
Der Iberoamerikanische Verband der Börsen und Wertpapiermärkte wurde am 27. September 1973 in Rio de Janeiro, Brasilien, gegründet. Sein Ziel war es, die Beteiligung und Kanalisierung von Ersparnissen der Bevölkerung zu erleichtern, um die Produktionsprozesse des öffentlichen und privaten Sektors anzukurbeln, die Entwicklung von Börsen und Wertpapiermärkten zu diesem Zweck zu fördern sowie die Zusammenarbeit bei der wirtschaftlichen und finanziellen Integration und die Annäherung an Normen, Praktiken und einheitliche Gepflogenheiten zu unterstützen. Der Verband konnte bei Bedarf seine Mitglieder vor internationalen Organisationen und nationalen Behörden vertreten. Der Hauptsitz des Verbandes wurde 1975 in Rio de Janeiro eingerichtet, wo er in Federación Iberoamericana de Bolsas de Valores (FIABV) umbenannt wurde. 1977 wurde er in den Räumlichkeiten der Börse von Buenos Aires angesiedelt. Bis 1980 erlebte der Verband tiefgreifende Veränderungen: Die Reorganisation führte zur Zusammenlegung der Informations- und Schulungszentren, deren Arbeit dem Generalsekretariat übertragen wurde. Zwischen September 1983 und April 1984 erhielt der Verband Rechtsstatus und zog in eigene Räumlichkeiten um. Dieser Prozess der physischen und institutionellen Expansion setzte sich das ganze Jahrzehnt über fort und umfasste die Gründung des Informatikausschusses, des Ausschusses ehemaliger Präsidenten und die Schaffung der Bibliothek.

## Mitglieder
Mitglieder sind:
- Bolsa de Madrid (und alle spanischen Börsen der BME group)
- Euronext Lisboa
- Bolsa Mexicana de Valores (BVM)
- B3 S.A. – Brasil, Bolsa, Balcão
- Bolsa de Comercio de Buenos Aires (BCBA)
- MERVAL
- Latinex
- Bolsa de Valores de Lima (BVL)
- Bolsa de Comercio de Santiago (SSE)
- Bolsa de Valores de Montevideo (BVM)
- Bolsa de Valores de Caracas (BVC)
- Bolsa de Valores de Asunción (BVA)
- Bolsa de Valores de El Salvador (BVES)
- Bolsa de Valores de Quito (BVQ)
- Bolsa Nacional de Valores (BolsaCR)
- Bolsa de Valores de Colombia (BVC)
- Bolsa de Comercio de Rosario (BCR)
- Bolsa de Valores de Guayaquil (BVG)
- Bolsa de Valores de la República Dominicana (BVRD)
- Bolsa Boliviana de Valores (BBV)